# Joe Kelly (pilota automobilistico)
Joseph Michael Kelly, detto Joe (Dublino, 13 marzo 1913 – Neston, 28 novembre 1993), è stato un pilota automobilistico irlandese.

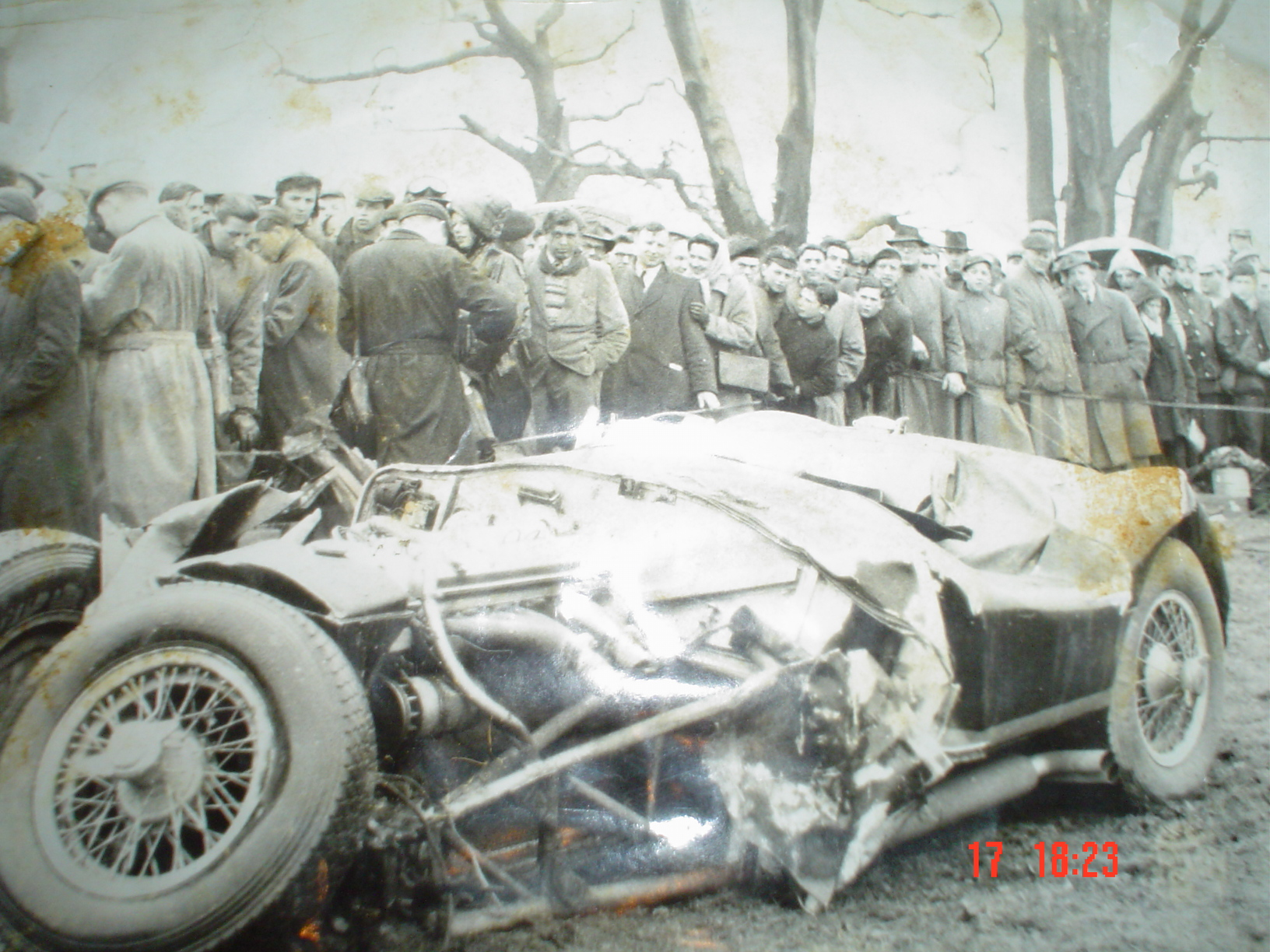
La Jaguar C-Type di Kelly dopo l'incidente che pose fine alla sua carriera

Ha partecipato al debutto del Campionato mondiale di Formula 1 a Silverstone nel 1950 con una Alta GP, ripetendo l'esperienza l'anno successivo nella stessa gara.
Nel 1955 fu vittima di un incidente sul Circuito di Oulton Park che pose fine alla sua carriera automobilistica.

## Risultati in Formula 1
| 1950 | Scuderia       | Vettura |    |  |  |  |  |  |  |  | Punti | Pos. |
| ---- | -------------- | ------- | -- |  |  |  |  |  |  |  | ----- | ---- |
| 1950 | Pilota privato | Alta    | NC |  |  |  |  |  |  |  | 0     |      |

| 1951 | Scuderia       | Vettura |  |  |  |  |    |  |  |  | Punti | Pos. |
| ---- | -------------- | ------- |  |  |  |  | -- |  |  |  | ----- | ---- |
| 1951 | Pilota privato | Alta    |  |  |  |  | NC |  |  |  | 0     |      |

| Legenda | 1º posto     | 2º posto | 3º posto    | A punti         | Senza punti/Non class.  | Grassetto – Pole position Corsivo – Giro più veloce |
| Legenda | Squalificato | Ritirato | Non partito | Non qualificato | Solo prove/Terzo pilota | Grassetto – Pole position Corsivo – Giro più veloce |